# Алачати

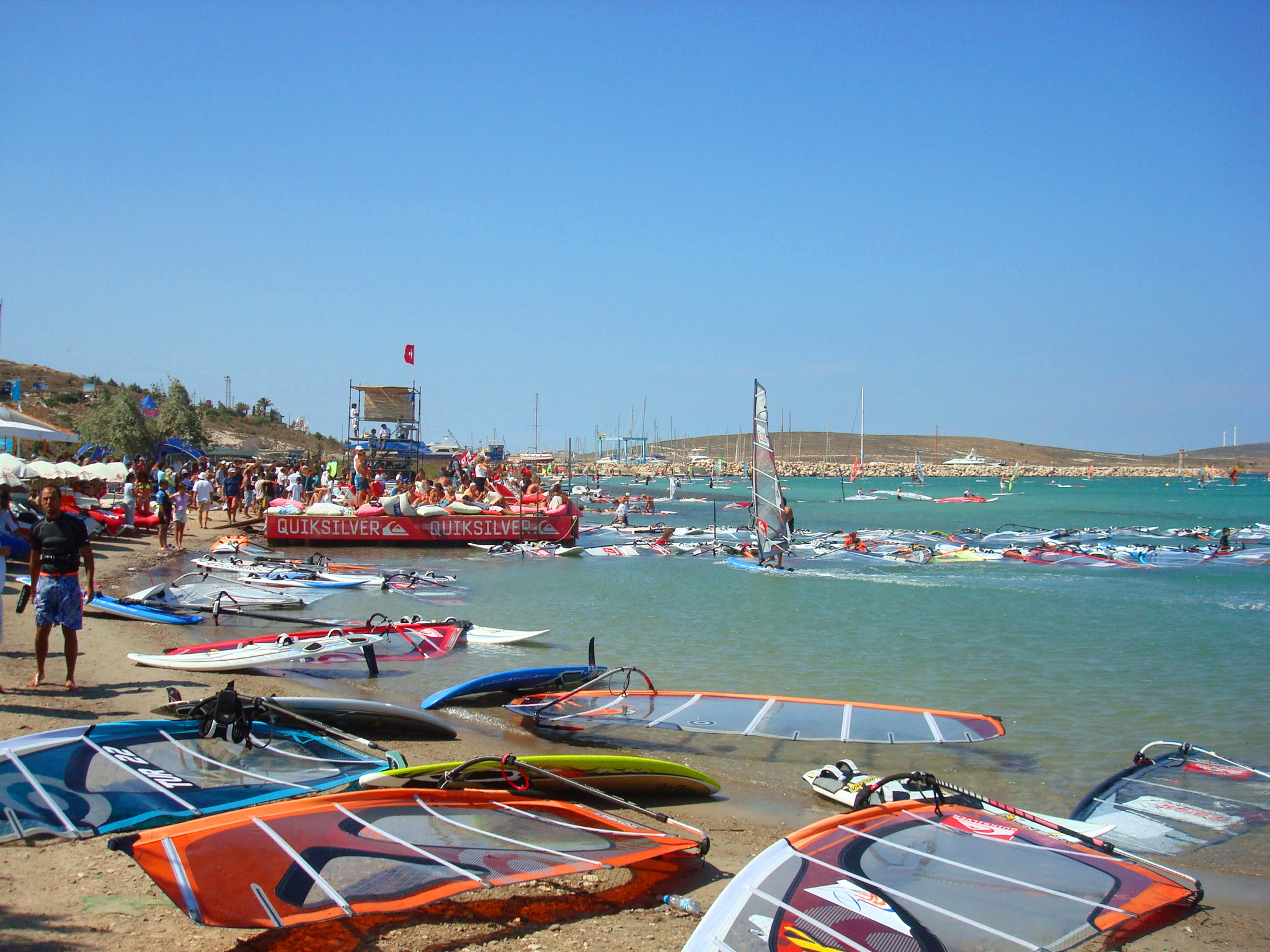

Алачати (тур. Alaçatı, грец. Αλάτσατα) — село в Туреччині на півострові Чешме на західному узбережжі Егейського моря.
До 1922 року продовжував населятися виключно корінним грецьким населенням. Після Різанини в Смирні у вересні 1922 року, грецьке населення, що тікало з міста утворило квартал Неа (Нова) Алачати у місті Іракліон, на острові Крит
Зараз Алачати відоме більшою мірою завдяки віндсерфінгу. Гладка вода, мілководдя і рівний вітер роблять це місце привабливим, як для новачків так і для досвідчених серферів.